# Evangelische Akademie Loccum

Logo

Die Evangelische Akademie Loccum ist die Evangelische Akademie der evangelisch-lutherischen Landeskirche Hannovers. Sie ist eine nicht rechtsfähige Einrichtung unter der Aufsicht des Landeskirchenamts Hannover.
Unter dem Eindruck der nationalsozialistischen Gewaltherrschaft und der Mitschuld der Evangelischen Kirche wurde sie 1946 in Hermannsburg ins Leben gerufen. Seit 1952 wirkt die Akademie in Loccum, gegenüber dem 1193 gegründeten Zisterzienserkloster (Kloster Loccum), auf das alle Fenster des Tagungsbereiches ausgerichtet sind.
Das Akademiegesetz von 1975 definiert die Zielsetzung folgendermaßen: „Die Akademie hat die Aufgabe, der Verkündigung der Kirche in der Konfrontation moderner Weltprobleme mit dem Evangelium zu dienen, in der Gesellschaft zur verantwortlichen Planung zukünftiger Entwicklungen beizutragen, den Menschen innerhalb und außerhalb der Kirche Möglichkeiten zur Beteiligung am Leben, Denken und Handeln der Kirche zu bieten, der Kirche in der Auseinandersetzung mit der Wirklichkeit zu helfen, neue Ordnungen und Wirkungsweisen zu finden.“ (Akademiegesetz in der Fassung vom 4. April 1975)

## Arbeitsweise
Die Akademie veranstaltet Tagungen, Kolloquien, Symposien und Seminare, zu denen sie offen einlädt. Ihre Veranstaltungen richten sich auf die Bearbeitung grundsätzlicher, aktueller und zukünftiger Fragestellungen und Konflikte aus Politik und Gesellschaft, Kultur und Wirtschaft, Wissenschaft und Umwelt, Religion und Ethik im nationalen wie globalen Kontext.

## Selbstverständnis der Akademie

### Studienleitung-Kollegium
Die Studienleitung besteht aus dem Akademiedirektor, 11 Studienleitern, die jeweils Experten auf ihrem Fachgebiet sind (u.a Theologen, Sozialwissenschaftler) und den weiteren wissenschaftlichen Mitarbeitern. Die Studienleitung berät über die Arbeit der Akademie und ist zuständig für die Vorbereitung, Durchführung und Nacharbeit von Akademieveranstaltungen notwendigen Maßnahmen und die Erstellung des Entwurfs des Tagungsplanes und der dazugehörigen Aufgabenverteilung zur Vorlage beim Konvent. Sie entscheidet als Kollegium.

### Konvent
Ein Konvent mit Vertretern der Landeskirche und Persönlichkeiten des öffentlichen Lebens steht der Studienleitung beratend zur Seite und stellt Grundsätze für die Arbeit auf. Er wirkt bei der Berufung des Direktors mit, stellt Richtlinien für die Aufgabenverteilung auf und nimmt Berichte des Direktors entgegen. Er setzt sich für die Belange der Akademie ein. Die Mitglieder werden vom Personalausschuss der Landeskirche Hannovers gemäß Artikel 60 der Kirchenverfassung der Evangelisch-lutherischen Landeskirche Hannovers für vier Jahre berufen. Dem Konvent gehören 13 Mitglieder an. Der Vorsitzende beruft den Konvent mindestens zweimal im Jahr zusammen. Der Landesbischof und das Landeskirchenamt sind zu den Sitzungen einzuladen. Der Akademiedirektor nimmt mit beratender Stimme an den Sitzungen teil.

## Thematisches Spektrum
Die Akademie führt etwa 80 Veranstaltungen im Jahr durch. Das thematische Spektrum ihrer Tagungen entwickelt sie in den Arbeitsbereichen der Studienleitung aus der Reflexion dessen, was im öffentlichen Diskurs Geltung beansprucht oder gewinnt.
Das thematische Spektrum umfasst:
Kirche und Gesellschaft, Religion und Theologie, interkultureller und interreligiöser Dialog, Spiritualität und Meditation,
Staat und Gesellschaft, Friedenssicherung und zivile Konfliktbearbeitung, Internationale Beziehungen, Rechtspolitik, Migration und Integration,
Wirtschafts- und Sozialpolitik, Gesundheitspolitik, internationale Wirtschaftsbeziehungen, Arbeitsmarktpolitik,
Jugendpolitik und -forschung, Erziehung, Kinder- und Jugendbildung, Ausbildung, Schul- und Hochschulwesen, Dialog der Generationen,
Wissenschaft und Gesellschaft, Ökologie und Umweltpolitik, Forschung, Ethik und Recht,
Kunst und Musik, Literatur und Theater, Kulturpolitik, Medien und Kommunikation.

## Tagungsstätte
Die Akademie verfügt über ein modernes Tagungshaus  mit Blick auf das Kloster Loccum. Neben modernen Tagungsräumen verschiedener Größe bietet es Platz für bis zu 165 Übernachtungsgäste. Es wird gemeinsam mit dem Religionspädagogischen Institut Loccum Betrieben. Der laufende Betrieb der Tagungsstätte wird durch die Kirchliche Verwaltungsstelle Loccum für die Einrichtungen gewährleistet.

## Kooperationspartner
Die Akademie arbeitet mit den verschiedensten Partnern zusammen (über 100), dazu gehören beispielsweise: Die Arbeitsgemeinschaft Christlicher Kirchen in Deutschland, Bundeszentrale für politische Bildung, Comenius-Institut, Deutsche Bundesstiftung Umwelt, Paul-Tillich-Gesellschaft, Deutscher Städtetag, Diakonisches Werk der EKD, Forschungsstätte der Evangelischen Studiengemeinschaft, Haus kirchlicher Dienste, Heinrich-Böll-Stiftung, Sozialwissenschaftliches Institut der EKD, Theologische Fakultät der Universität Basel, United Nations Environment Programme, Zentrum für Europäische Wirtschaftsforschung.

## Zusammenarbeit der Landeskirchlichen Einrichtungen in Loccum
Die Akademie Loccum, das Religionspädagogische Institut Loccum und das Pastoralkolleg werden durch die Kirchliche Verwaltungstelle Loccum verwaltet.

### Leitungsausschuss
Die Leiter der Einrichtungen und der Verwaltungsstelle sowie vier Vertreter des Landeskirchenamtes bilden den Leitungsausschuss. Der Konventual-Studiendirektor des Klosters Loccum kann an den Sitzungen beratend teilnehmen. Den Vorsitz führt ein Vertreter des Landeskirchenamtes. Der Leitungsausschuss stellt Richtlinien auf, berät den Haushalts- und Stellenplan und sorgt für die Koordinierung der Tagungs- und Studienarbeit. Er regelt die laufende Nutzung, die Unterhaltung der Gebäude und Grundstücke und den Personaleinsatz.

### Leiterkonferenz
Die Leiter der Einrichtungen bilden als Unterausschuss die Leiterkonferenz, die in erster Linie für die Koordination der Tagungs- und Studienarbeit zuständig ist.

## Direktoren
Bis 1962 zwei Direktoren.
Der Direktor führt den Vorsitz in der Studienleitung und ist Mitglied im Leitungsausschuss der landeskirchlichen Einrichtungen in Loccum. Er wird vom Landeskirchenamt im Benehmen mit dem Konvent und nach Anhörung des Leitungsausschusses für sechs Jahre berufen.
- 1946–1961: Johannes Doehring
- 1948–1954: Adolf Wischmann
- 1955–1972: Hans Bolewski
- 1961–1962: Gottfried Klapper
- 1972–1978: Hans Storck
- 1978–1994: Hans May
- 1994–2010: Fritz Erich Anhelm
- 2010–2021: Stephan Schaede (* 1963)
- 2021–07/2023: Verena Grüter (* 1961)[7]
- 07/2023 – 04/2024: Andrea Grimm (kommissarische Leitung)
- Seit 15. April 2024: Julia Koll

## Persönlichkeiten
- Peter Dienel (1923–2006) war von 1961 bis 1968 Studienleiter
- Olaf Schwencke war von 1969 bis 1991 Studienleiter
- Annette Behnken  Februar 2018 bis 2024 Studienleiterin

## Zentrum für Gesundheitsethik
Das Zentrum für Gesundheitsethik an der Evangelischen Akademie Loccum der ev.-luth. Landeskirche Hannovers (ZfG), 1995 gegründet, ist eine zentrale Dienstleistungs- und Forschungseinrichtung mit interdisziplinärem Ansatz. Das ZfG arbeitet auf den Arbeitsgebieten Gesundheitswesen und Ökonomie, Alter, Lebensende und Palliativversorgung, Reproduktionsmedizin, Humangenetik und Transplantation sowie Ethikberatung in Krankenhaus und Pflegeeinrichtungen. Die Mitarbeiter des ZfG führen Veranstaltungen (u. a. in Zusammenarbeit mit der Akademie für Ethik in der Medizin Göttingen) zu den Themengebieten durch, beraten und bieten Fort- und Weiterbildungen an. Das Zentrum für Gesundheitsethik hat seinen Dienstsitz im Hanns-Lilje-Haus in Hannover. Die Leitung hat eine Philosophin und Medizinethikerin inne. Ein Kuratorium begleitet und beaufsichtigt die Arbeit des ZfG.

## Corvinus-Stiftung
Am 19. November 2005 wurde die Corvinus-Stiftung ins Leben gerufen. Die Stiftung hat das Ziel, die Arbeit der Akademie zu fördern. Das Stiftungskapital beträgt derzeit (2012) über 623.000 Euro. Die Stiftung wird von einem Kuratorium geführt.

## Kritik
Im April 2013 hatte die Akademie eine Konferenz zur „Stärkung der iranischen Zivilgesellschaft“ geplant, zu der auch der iranische Botschafter in Deutschland, Ali Reza Sheikh Attar, und ein Vertreter des iranischen Außenministeriums eingeladen waren. Verschiedene Organisationen und Einzelpersonen hatten die Einladung von Vertretern des iranischen Regimes scharf kritisiert.